# ليحفظ الله الملك
النشيد الوطني الإنجليزي هذا النشيد عنوانه هو ليحفظِ اللهُ الملك (بالإنجليزية: God Save the King)‏ أو ليحفظ الله الملكة (بالإنجليزية: God Save the Queen)‏ إذا كانت الجالسة على العرش امرأة. هذا النشيد يعدّ نشيداً وطنياً للمملكة المتحدة ولنيوزيلندا، وكذلك يعدّ نشيداً ملكياً في الدول التي تعترف بالعاهل البريطاني رئيساً للدولة مثل أستراليا، وكندا وغيرهما. في هذه الدول هناك أيضا نشيد وطني محلي، حيث يعزف نشيد «فليحفظ الرب الملك» في حالة حضور أحد أبناء العائلة الملكية فقط.
إن نشيد المملكة المتحدة الوطني هو النشيد الوطني ذاته لِـ:
- أستراليا
- جزيرة نورفولك
- كندا (لا يعدّ الأساسي)
- جامايكا
- البهاما
- باربادوس
- توفالو
- جبرلتار (جبل طارق)
- نيوزيلندا

| الكلمات بالإنجليزية | الترجمة إلى العربية |
| --- | --- |
| God save our gracious King, Long live our noble King, God save the King. Send him victorious, Happy and glorious, Long to reign over us: God save the King.                 | فليحفظ الله ملكنا الكريم، فليعش ملكنا النبيل حياةً طويلة، فليحفظ الله الملك. أرسلْه منتصرًا، سعيدًا وماجدًت، ليملك علينا طويلا، فليحفظ الله الملك.                                                                     |
| O Lord, our God, arise, Scatter his enemies, And make them fall. Confound their politics, Frustrate their knavish tricks, On thee our hopes we fix: God save us all.        | يا إلاهنا وربنا اظْهر، بعثرْ أعداءها، واجْعلهم يَسْقطونَ. بعثر سياستَهم، أحبطْ خُدَعَهم المخادعةَ، عليك آمالنا تثبت فليحفظنا الله جميعاً.                                                                                      |
| Thy choicest gifts in store, On him be pleased to pour; Long may he reign. May he defend our laws, And ever give us cause To sing with heart and voice God save the King.   | أفضل هدايا في الوجود، استمطر عليها من فضلك. طالت سلطتها. لتُدافع عن قوانينِنا، وتعطينا دائما السببَ للغِنَاء بالقلبِ والصوتِ فليحفظ الله الملك                                                                           |
| Not in this land alone, But be God's mercies known, From shore to shore! Lord make the nations see, That men should brothers be, And form one family, The wide world ov'er. | ليس في هذه الأرضِ فقط، بل لتـُعرف رحمةُ الله مِنْ الشاطئِ إلى الشاطئِ جعل ربنا الأمم ترى أنهم يجب أن يكونوا إخوة وأن يشكلوا عائلة واحدة العالم العريض على                                                                |
| From every latent foe, From the assassins blow, God save the King! O'er his thine arm extend, For Britain's sake defend, Our father, prince, and friend, God save the King! | مِنْ كُلّ خصم مستتر، مِنْ ضربةِ القتَلةَ، فليحفظ الرب الملك دع ذراعه تدافع، لأجلِ بريطانيا تُدافعُ، أمّنا، أميرنا، وصديقنا، فاليحفظ الرب الملك                                                                                 |
| Lord grant that Marshal Wade May by thy mighty aid Victory bring. May he sedition hush, And like a torrent rush, Rebellious Scots to crush. God save the King!              | لأجلِ بريطانيا يُدافعُ، أبونا، أميرنا، وصديقنا، فاليحفظ الرب الملك منح اللهِ ذلك المشيرِ يَخُوض ربما بالمساعدةِ الهائلة النصر يُجْلب. ربما هو صمت العصيانِ، وبحب متسرع وجارف، الاسكتلنديون العصاة سَيَسْحقونَ. فليحفظ الله الملك |
| George is magnanimous, Subjects unanimous; Peace to us bring: His fame is glorious, Reign meritorious, God save the King!                                                   | جورج شهمُ، مواضيعه الجماعية تجلب السلام إلينا: شهرته المجيدة، حكمه جدير بالتقديرَ، فليحفظ الله الملك |